# Låda

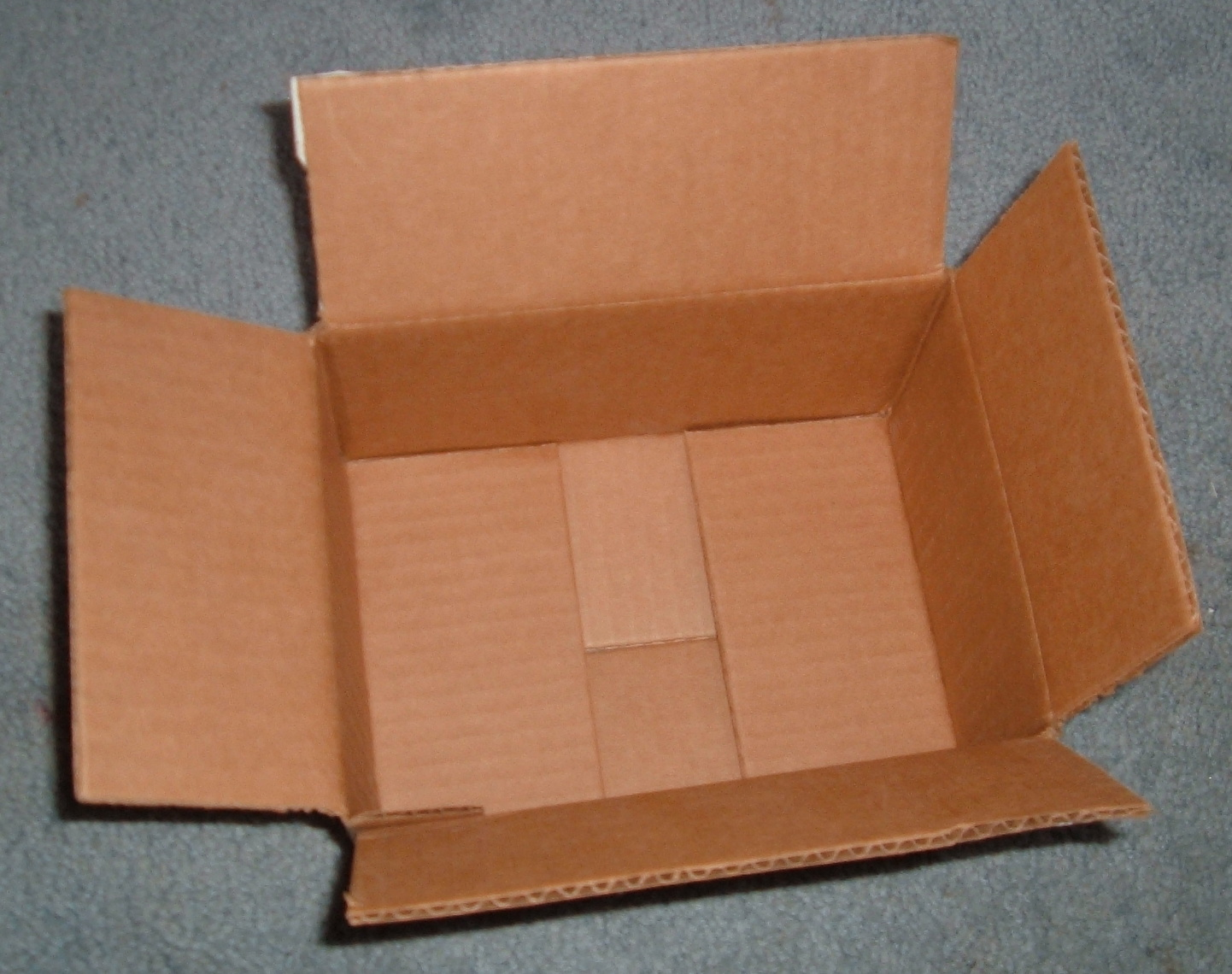
En tom wellpapplåda.

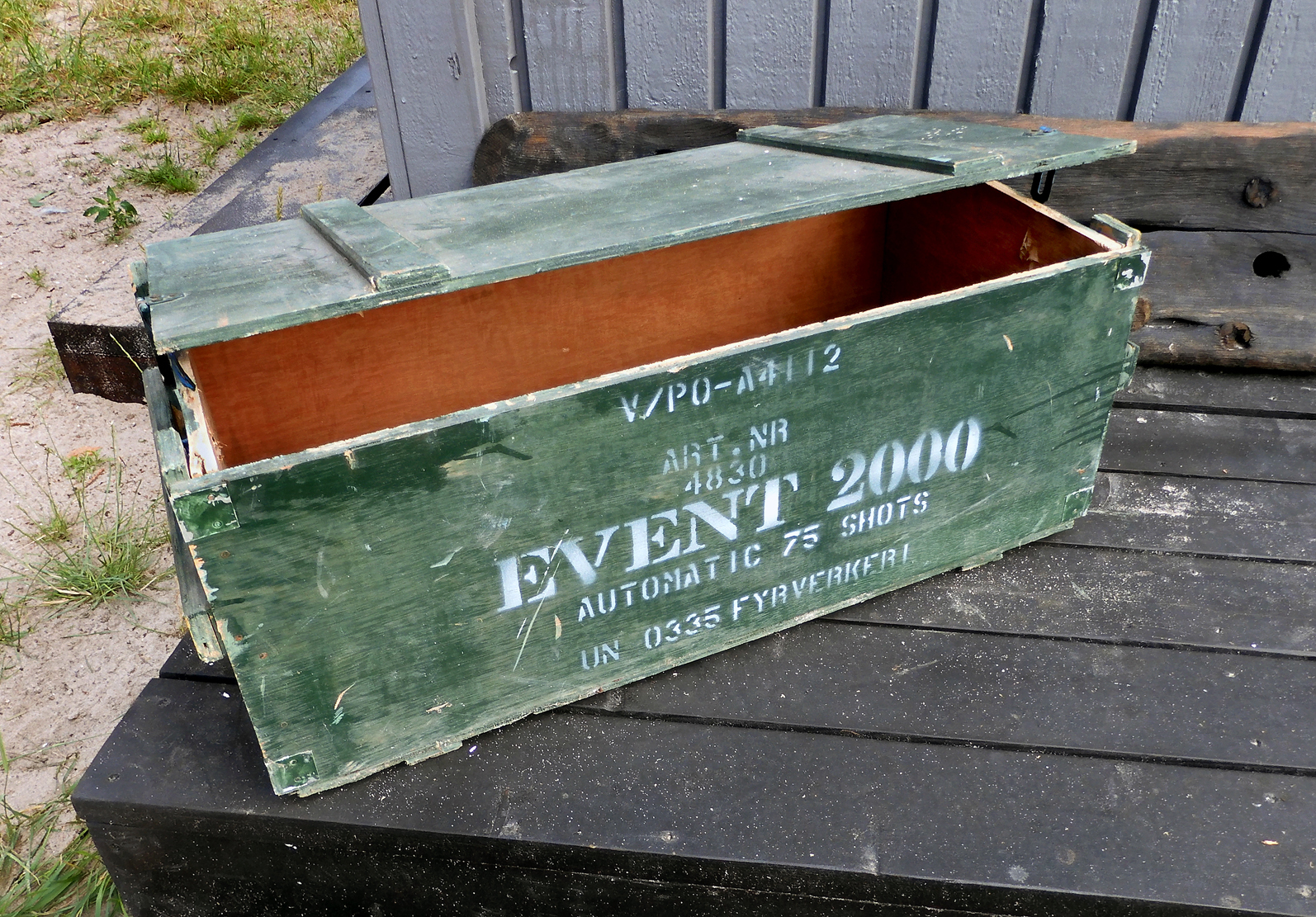
En tom trälåda avsedd för fyrverkerier.

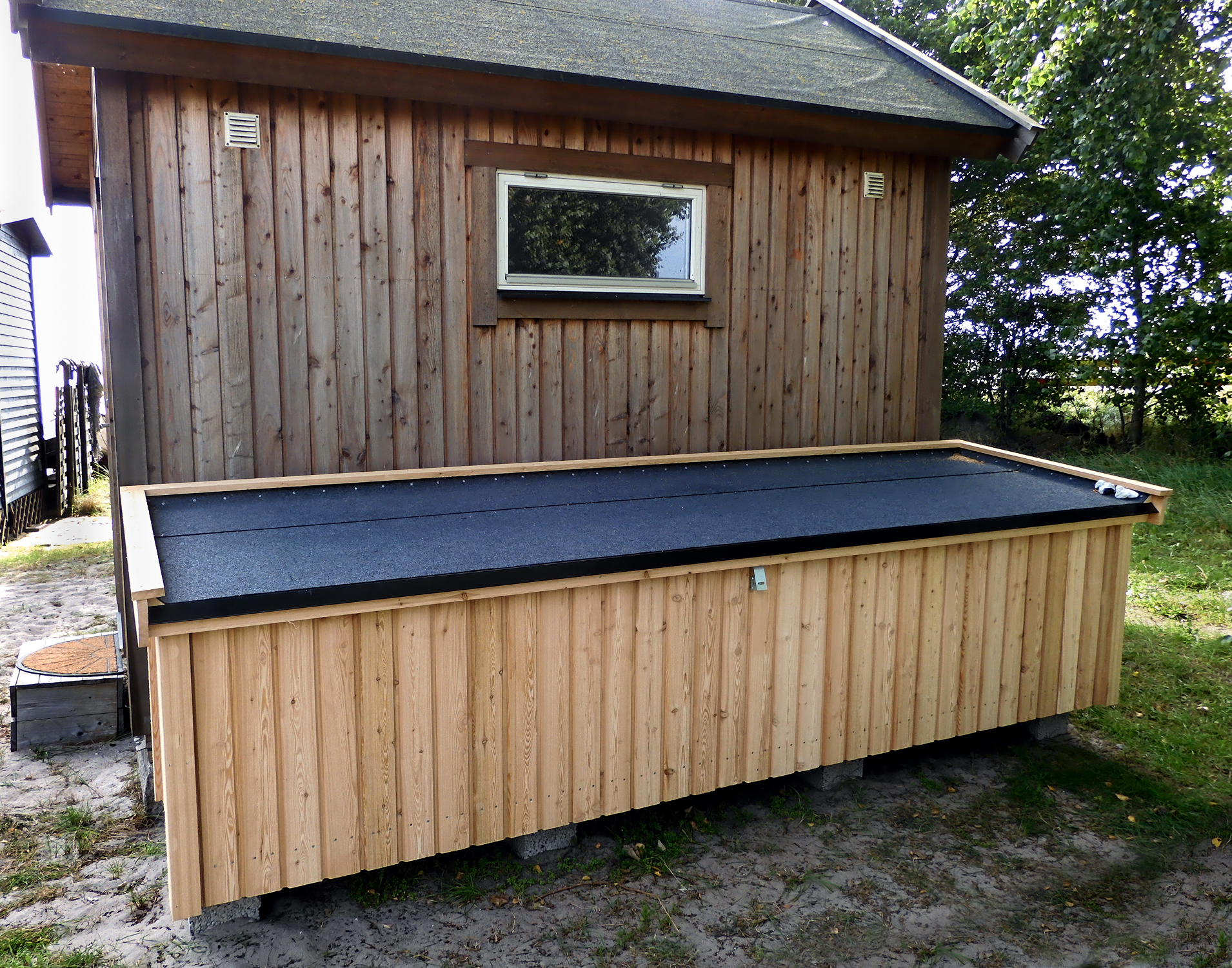
En nysnickrad låda för förvaring av diverse fiskeredskap vid en fiskebod (hodda) i Ystad 2023.

En låda är en behållare, oftast rätblockformig med en plan botten och sidor som är vinkelräta mot bottnen. Den kan bestå av material såsom trä eller kartong. Ibland ingår den i någon möbel, som byrålådan.

## Exempel på lådor
- En leksandlåda, som förekommer i privata trädgårdar eller gemensamma lekplatser i radhusområden eller motsvarande, är en ram av trä invändigt fylld med sand för barn att leka med.
- En banankartong, även kallad bananlåda, avsedd för transport av bananer.
- En verktygslåda är en annan vanlig låda. Denna används till att förvara verktyg som exempelvis skiftnycklar och skruvmejslar.
- En matlåda är en låda innehållande en måltid att äta på annan plats än tillagningsplatsen.
- En brevlåda är en behållare avsedd för postförsändelser.
- En kattlåda med kattsand, där katten kan uträtta sina toalettbestyr.